# Laura Seco
Laura María Seco Moreno (Sanlúcar de Barrameda, 29 de noviembre de 1971) es una política española del Partido Popular (PP), Senadora en el Senado de España desde 2011 a 2019 y exalcaldesa de Sanlúcar de Barrameda (Cádiz) municipio del que ha sido alcaldesa desde 2006 a 2007, hasta su incorporación como Diputada Provincial desde el 12 de junio de 2011.
Seco Moreno adquirió notoriedad a nivel nacional en marzo de 2018, luego de que criticara la idea de adherir al Paro Internacional de Mujeres. Concretamente en esa ocasión tildó de "absurda" a la iniciativa y aseguró que: "esa huelga es para las élites feministas y no para las mujeres reales".

## Trayectoria política
- Senadora por la provincia de Cádiz en el Senado de España desde 2011 a 2019.
- Alcaldesa en el Ayuntamiento de Sanlúcar de Barrameda desde 2006 a 2007.
- Teniente de alcalde del municipio andaluz de Sanlúcar de Barrameda desde 1999 a 2006.
- Portavoz del Parlamento Europeo de España desde 2000 a 2006.
- Diputada provincial en la por Cádiz desde el 12 de junio de 2011.
- Vicepresidenta de la Participación Ciudadana en el Comité Ejecutivo Provincial de Cádiz.
- Concejala de la Secretaria de las Nuevas Generaciones en Sanlúcar de Barrameda tras las Elecciones Municipales de 2011.
- Ponente del Congreso Provincial del Partido Popular para las Municipales de 2011.